# Karl-Friedrich Bonhoeffer

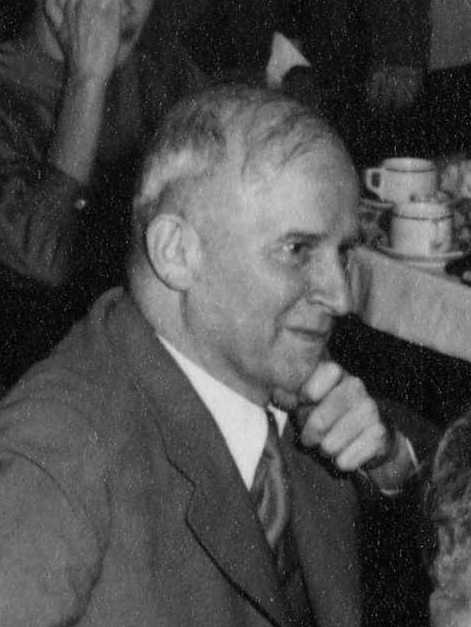
Karl-Friedrich Bonhoeffer (1954)

Karl Friedrich Bonhoeffer (Breslau, 13 januari 1899 - Göttingen, 15 mei 1957) was een Duitse chemicus.

## Leven en werk
Hij was de zoon van Karl Bonhoeffer en Paula von Hase. Karl-Friedrich Bonhoeffer groeide op in een intellectuele middenklassefamilie samen met zeven broers en zussen, waaronder zijn broers Klaus en Dietrich Bonhoeffer. Nadat zijn vader een benoeming aan de Charité had aangenomen, verhuisde het gezin naar Berlin-Grunewald, waar hij het Grunewald-Gymnasium bezocht. Nadat hij zijn school had afgerond, werd hij in 1917 als vrijwilliger opgeroepen voor militaire dienst.
Vanaf 1918 studeerde Bonhoeffer in Tübingen en Berlijn. In 1922 promoveerde hij in Berlijn bij Walther Nernst. Van 1923 tot 1930 was hij assistent van Fritz Haber aan het Kaiser Wilhelm Instituut voor fysische en elektrochemie in Berlin-Dahlem. In deze tijd publiceerde hij een aantal artikelen over spectroscopische, fotochemische en kinetische onderwerpen. In 1927 verkreeg hij de habilitatie zonder het indienen van een formeel Habilitationsschrift. Na zijn habilitatie werd hij buitengewoon hoogleraar aan de Universiteit van Berlijn.
In 1929 ontdekte Bonhoeffer samen met Paul Harteck de spin-isomeren van waterstof, orthowaterstof en parawaterstof
In 1930 werd Bonhoeffer gewoon hoogleraar fysische chemie aan de universiteit van Frankfurt. In 1934 werd hij benoemd tot hoogleraar fysische chemie aan de Universiteit van Leipzig. Hij leidde het Instituut voor Fysische Chemie in Leipzig van 1934 tot 1947. In 1938 werd hij verkozen tot lid van de Leopoldina Academie van Geleerden.
In 1947 werd hij hoogleraar fysische chemie aan de Universiteit van Berlijn en tegelijkertijd directeur van het Instituut voor Fysische Chemie en Elektrochemie van de Kaiser-Wilhelm-Gesellschaft in Berlijn-Dahlem (tegenwoordig het Fritz Haber Instituut voor de Max-Planck-Gesellschaft). In 1949 werd hij benoemd tot directeur van het Instituut voor Fysische Chemie van de Max-Planck-Gesellschaft in Göttingen.
Het in 1971 opgerichte Max-Planck-Instituut voor Biofysische Chemie in Göttingen werd naar hem vernoemd als "Karl-Friedrich-Bonhoeffer-Institut". Op de website van het instituut is ook een biografie van Bonhoeffer te vinden. Onderdeel daarvan is het verzet van de familie Bonhoeffer in het nazitijdperk.
Wetenschapshistoricus Ute Deichmann ziet in Bonhoeffer, die nooit lid was van de NSDAP en in zijn instituut enkele "halfjoodse" wetenschappers aan het werk hielp, het voorbeeld van een wetenschapper die, hoewel kritisch over het nationaalsocialisme, zich aanpaste aan de omstandigheden.
Met zijn vrouw Grete von Dohnanyi, de zus van Hans von Dohnanyi, had hij vier kinderen. Hans von Dohnanyi was getrouwd met Christel Bonhoeffer, de zus van Karl Friedrich. Een andere zwager was Max Delbrück. 